# Hrabstwo Grant (Kansas)

Piramida wieku hrabstwa

Hrabstwo Grant – hrabstwo położone w USA w stanie Kansas z siedzibą w mieście Ulysses. Założone 20 marca 1873 roku.

## Miasto
- Ulysses

## Sąsiednie Hrabstwa
- Hrabstwo Kearny
- Hrabstwo Finney
- Hrabstwo Haskell
- Hrabstwo Stevens
- Hrabstwo Stanton
- Hrabstwo Hamilton